# Giardino Perego

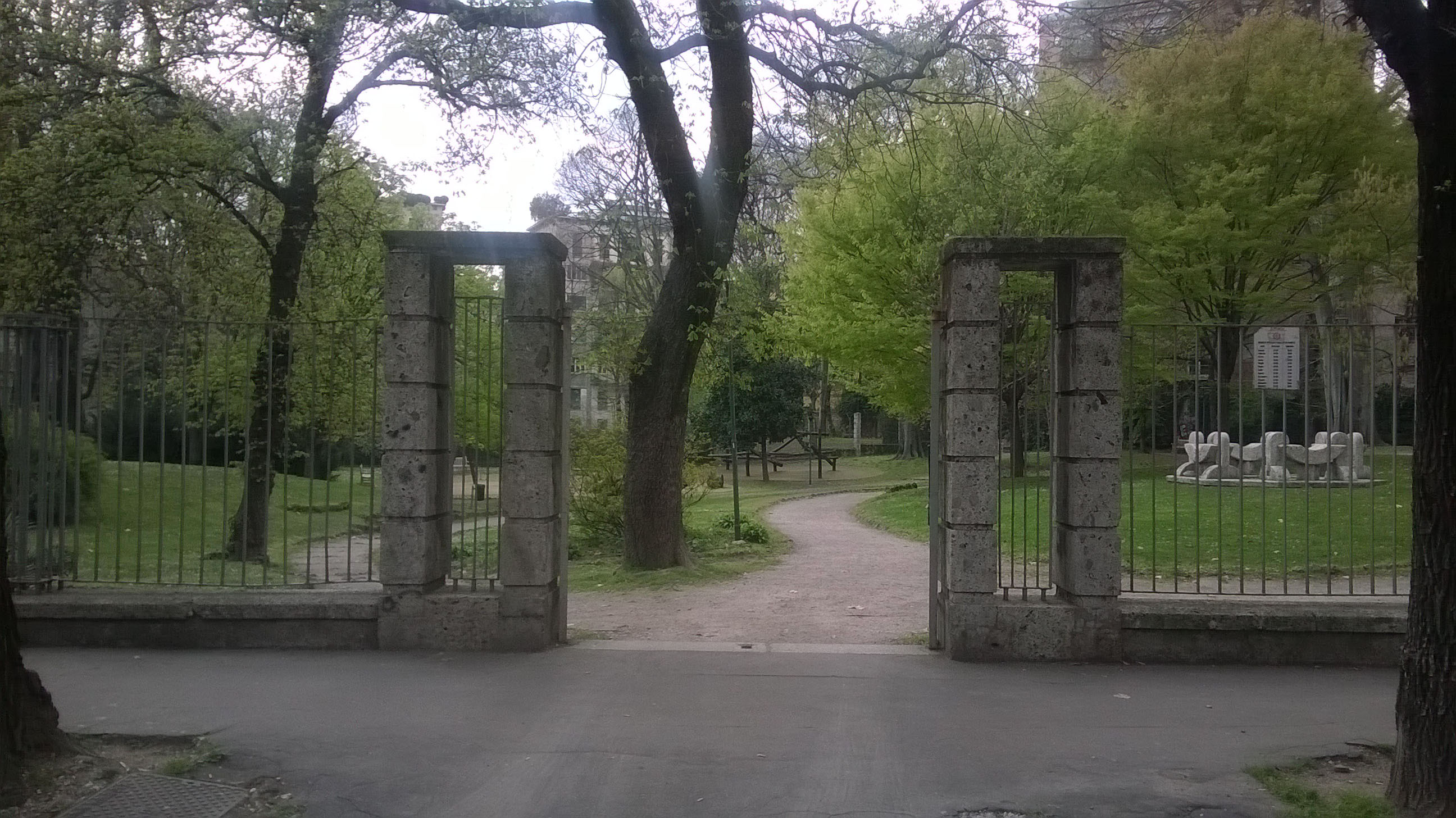
Eingangsportal an der Via dei Giardini zum westlichen Teil.

Der Giardino Perego (deutsch etwa: Perego-Garten) ist eine öffentliche Parkanlage in Mailand zwischen Altstadt und Zentralbahnhof.

## Geschichte
Der Park wurde 1778 von der begüterten Familie Perego angelegt, die in der Via Borgonuovo 14 mit dem Palazzo Perego di Cremnago ihr Anwesen hatten. Das Grundstück des Gebäudes grenzt an die Südspitze des Parks, hatte also dorthin direkten Zugang. Zuvor war es Teil des Klostergartens des aufgelösten Klosters Sant’Erasmo, von dem heute ein Großteil überbaut ist. Der Entwurf geht auf Planungen des Schweizer Architekten und Stadtplaners Luigi Canonica zurück, der ihn – dem Zeitgeschmack entsprechend – mit oval-geformtem Fischteich sowie rechtwinkligen Wegen versah. Anfang des 19. Jahrhunderts wurde er von Luigi Villoresi zu einem Englischen Landschaftsgarten umgestaltet. Aus dieser Zeit sind auch das neugotische Gewächshaus und einige Sichtachsen.
In den Nachwirkungen des Movimento Italiano per l’Architettura Razionale des Architektenzusammenschlusses Gruppo 7 sollte um 1940 vom Hauptbahnhof aus gehend eine mächtige Verkehrsachse geschlagen werden, die den Park zerstört hätte. Die heute nördlich des Parks stehenden Häuser gehören zwar zu dieser Planung, jedoch wurde die eigentliche Schneise durch den Park mit der Via dei Giardini sehr viel kleiner als ursprünglich vorgesehen gebaut. Die Stadt Mailand kaufte dafür der Familie den Garten ab und machte ihn als Park seit 1941 der Öffentlichkeit zugänglich. Der westliche Teil schließt noch direkt rückseitig an das ehemalige Anwesen der Via Borgonuovo 14 an. Der östliche Teil mit dem Gewächshaus, den die Via die Giardini abgetrennt hat, ist deutlich kleiner.
Der Park mit seiner Grundfläche von knapp 4200 m2 hat einen alten Baumbestand von Ahorn, Judasbaum, Hainbuche, Eiche, Rosskastanie, Magnolie und Eibe. Als besonders wertvoll gilt ein Zürgelbaum von großem Ausmaß. Der Park ist ringsum von fünf- bis sechsstöckigen Häusern umgeben. Nach seiner Umgestaltung 2005 gibt es einen kleinen Spielplatz, eine Rundstrecke für Jogger und einige moderne Kunstwerke. Eine Statue, geschaffen von Grazioso Rusca (1757–1829) aus dem 18. Jahrhundert, die von Perego aufgestellt wurde und Vertunno darstellt, ist noch unverändert an ihrem ursprünglichen Ort. Alle anderen, seinerzeit im Garten befindlichen Skulpturen wurden vor dem Verkauf von der Familie Perego entfernt.